# Cereșenka, Derajnea
Cereșenka (în ucraineană Черешенька) este un sat în comuna Nîjnie din raionul Derajnea, regiunea Hmelnîțkîi, Ucraina.

## Demografie
Componența lingvistică a localității Cereșenka
     Ucraineană (98,66%)
     Alte limbi (1%)
Conform recensământului din 2001, majoritatea populației localității Cereșenka era vorbitoare de ucraineană (98,66%), existând în minoritate și vorbitori de alte limbi.